# 人工衛星

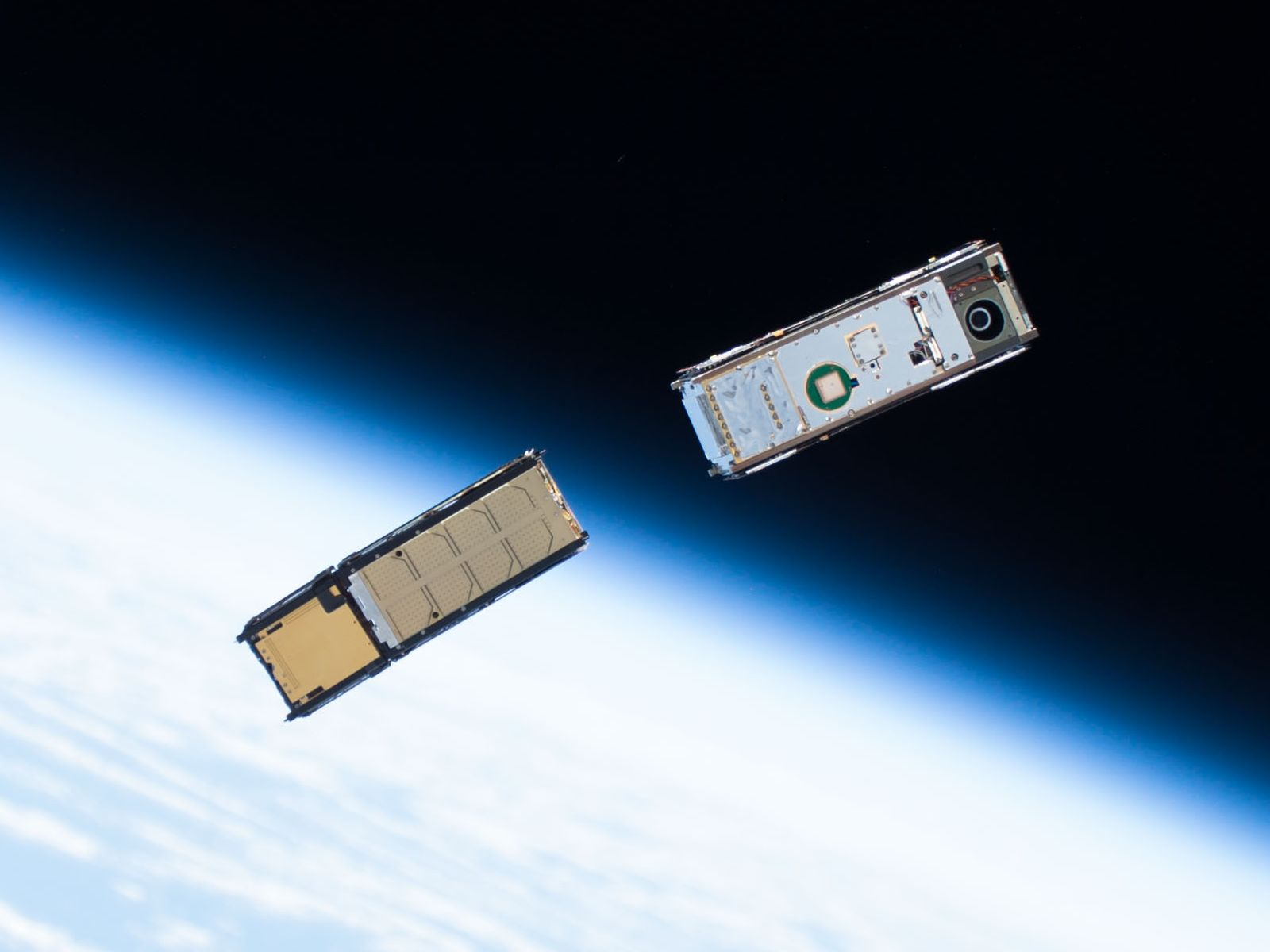
国際宇宙ステーション「きぼう」の小型衛星放出装置から放出され、地球を周回する2機のキューブサット

GPS衛星の軌道アニメーション

人工衛星（じんこうえいせい、英: artificial satellite）とは、惑星、主に地球の軌道上に存在し、具体的な目的を持つ人工天体。地球では、ある物体をロケットに載せて第一宇宙速度（理論上、海抜0 mでは約 7.9 km/s = 28,400 km/h）に加速させることで、地球の重力と重力から脱出しようとする遠心力とが釣り合い、その物体は地球周回軌道を回り続ける人工衛星となる。明らかに人工物と分かっている文脈では、自然衛星でなくとも「衛星」(satellite) とも呼ばれる。
人類初の人工衛星は、1957年にソビエト連邦が打ち上げたスプートニク1号である。2024年4月時点で約9000基が運用されており、2022年だけで2368基が打ち上げられた。運用を終えた多数の人工衛星は墓場軌道への移動させられたり、大気圏再突入により消失させられたりしたほか、一部はスペースデブリ化している。
用途は多岐にわたり、主要な役割として軍事衛星（偵察衛星など）、通信衛星、放送衛星、地球観測衛星、航行衛星、気象衛星、科学衛星、アマチュア衛星などがある。
有人宇宙船や宇宙ステーション、スペースシャトルも広義の人工衛星に含まれ、アメリカ航空宇宙局（NASA）等の人工衛星の軌道データに掲載もされるが、これらについて触れる際には人工衛星とは呼ばれないのが一般的である。
地球周辺の宇宙空間を周回し続けていても、目的を持たない使用済み宇宙ロケットの残骸や人工衛星の破片などはスペースデブリとして区別される。また、惑星以外の軌道（月周回軌道、太陽周回軌道）を周回する人工天体は宇宙探査機と呼ばれ、一般に区別される。
人工衛星は地球を周回する軌道にあるものが大部分であるが、惑星探査目的で、太陽系にある他の惑星、火星や土星などの軌道上にも観測機がいくつか到達しており、各惑星の人工衛星となっている。これらは惑星の観測を行ったり、火星探査機などのように他惑星の表面に着陸した宇宙探査機からの各種観測データを地球まで中継送信している。

## 歴史

### 構想
人工衛星がフィクション内で初めて描かれたのはエドワード・エヴァレット・ヘイルの短編小説、『レンガの月』である。この話はThe Atlantic Monthly にて1869年からシリーズ化された。この概念が次に登場したのは1879年、ジュール・ヴェルヌの『インド王妃の遺産』である。
1903年、ロシア帝国のコンスタンチン・ツィオルコフスキーが『反作用利用装置による宇宙探検』（ロシア語: Исследование мировых пространств реактивными приборами）を出版した。これは、宇宙船を打ち上げるためのロケット工学に関する最初の学術論文だった。ツィオルコフスキーは地球の回る最小の軌道に求められる軌道速度を8km/sと計算し、液体燃料を使用した多段式ロケットならば達成可能であることを示した。また、彼は液体水素と液体酸素の使用を提案した。
1928年、スロベニアのヘルマン・ポトチェニクがThe Problem of Space Travel — The Rocket Motor（ドイツ語: Das Problem der Befahrung des Weltraums — der Raketen-Motor）を出版し、宇宙旅行と人間の永続的滞在性について述べた。彼は宇宙ステーションを発想し、ステーションの静止軌道計算を行った。彼はまた、人工衛星が平和的・軍事的に地上の観測に使用できることを詳細に記述し、宇宙空間の特殊な状態が科学実験に有意であることや、静止衛星を通信などに利用できることについても述べた。
1945年、アメリカ合衆国（米国）のSF作家アーサー・C・クラークは雑誌ワイヤレス・ワールド上で、通信衛星を用いたマスコミュニケーションの可能性を詳細に記述した。また、クラークは人工衛星打ち上げの計画、可能な衛星軌道などについても調査し、3機の静止軌道衛星で地球全体をカバーすることを提案した。

### 人工衛星の誕生

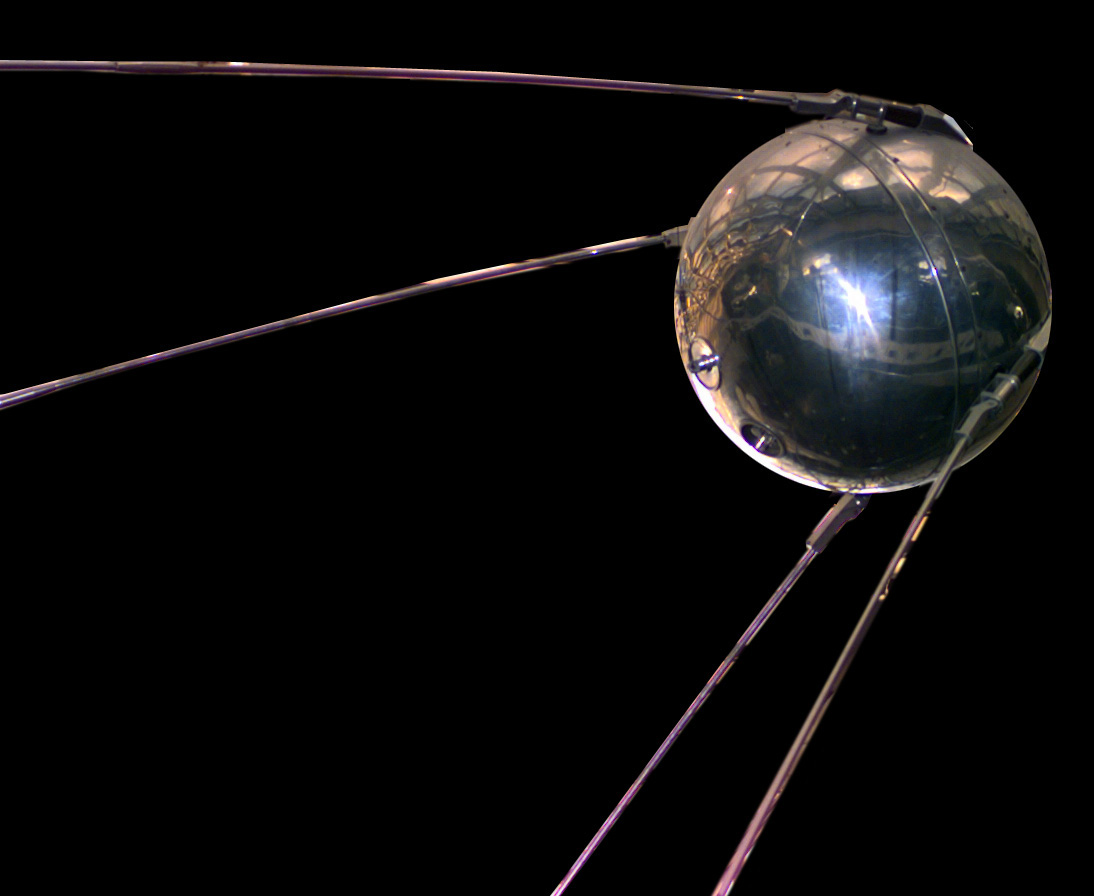
スプートニク1号：世界初の人工衛星

第二次世界大戦中にナチス・ドイツが開発したV2ロケットの技術とその技術者を取り込んだアメリカとソ連のロケット技術は急速な進歩を成し遂げ、人工衛星が現実のものとなりつつあった。
アメリカは1945年より海軍航空局の下、人工衛星の打ち上げを検討してきた。1946年5月にアメリカ空軍のランド研究所が提出した報告書『実験周回宇宙船の予備設計』(Preliminary Design of a Experimental World-Circling Spaceship) には「適当な装置を搭載した人工衛星は20世紀の最も強力な科学ツールの一つになりうる」と述べられており、人工衛星が軍事的重要性を持つとは思っておらず、むしろ科学的、政治的、プロパガンダ的なものと当時見なしていた。アメリカ国防長官チャールズ・E・ウィルソンは1954年に「私は国内の人工衛星計画を知らない」(I know of no American satellite program) と述べた。
1955年7月29日、ホワイトハウスは1958年の春までに人工衛星を打ち上げると発表した。これはヴァンガード計画として知られるようになる。同年7月31日、ソ連は1957年の秋までに人工衛星を打ち上げると発表した。
ソ連のセルゲイ・コロリョフと助手のケリム・ケリモフが率いるスプートニク計画が始まり、1957年10月4日初の人工衛星「スプートニク1号」が打ち上げられた。スプートニク1号はその軌道変化を分析することによって地球の大気上層の密度の確認に役立ち、電離層の無線信号外乱のデータを提供した。衛星の機体は加圧された窒素で満たされており、地球に送信された温度データから隕石が機体表面を貫通し、内圧が低下したことがわかった。これは初の流星物質の探知であった。
この突然の成功がアメリカにスプートニク・ショックを引き起こし、その後のアメリカとソ連の熾烈な宇宙開発競争に繋がっていった。
スプートニク1号から3年半が経過した1961年6月、アメリカ空軍は米国宇宙監視ネットワークのリソースを利用し、115の人工衛星の目録を作成した。

## 宇宙監視網
米国宇宙監視ネットワーク (SNN) は1957年より地球周辺の人工物を追跡しており、2008年時点で8,000以上が対象となっている。軌道上に存在する人工物は数トンの人工衛星から5キログラムのロケットの部品まで様々で、SNNが監視している人工物は直径10センチメートル以上である。これらの7パーセントは運用中の人工衛星であり、それ以外は全てスペースデブリである。
アメリカ戦略軍は主に活動中の衛星に関心を持つが、弾道ミサイルの接近と誤認しないように、再突入するであろうスペースデブリも追跡している。「北アメリカ航空宇宙防衛司令部」（NORAD）も参照。

## 非軍事衛星業務
非軍事的な人工衛星の業務は基本的に3種類存在する。

### 固定衛星サービス
固定サービス衛星は国や大陸をはさんで、特定の地点間の何千億もの音声、動画、データ通信タスクを処理している。

### モバイル衛星システム
モバイル衛星システムは辺境にある自動車や船舶、飛行機、人々にナビゲーションシステムとして利用されることだけでなく、世界の違う場所にいる、もしくは他のモバイル・固定通信装置と通信することに使用される。

### 科学観測衛星（営利・非営利）
科学観測衛星は気象情報や地上情報、といった地球科学的、海洋学的、大気学的調査に利用される。

## 分類

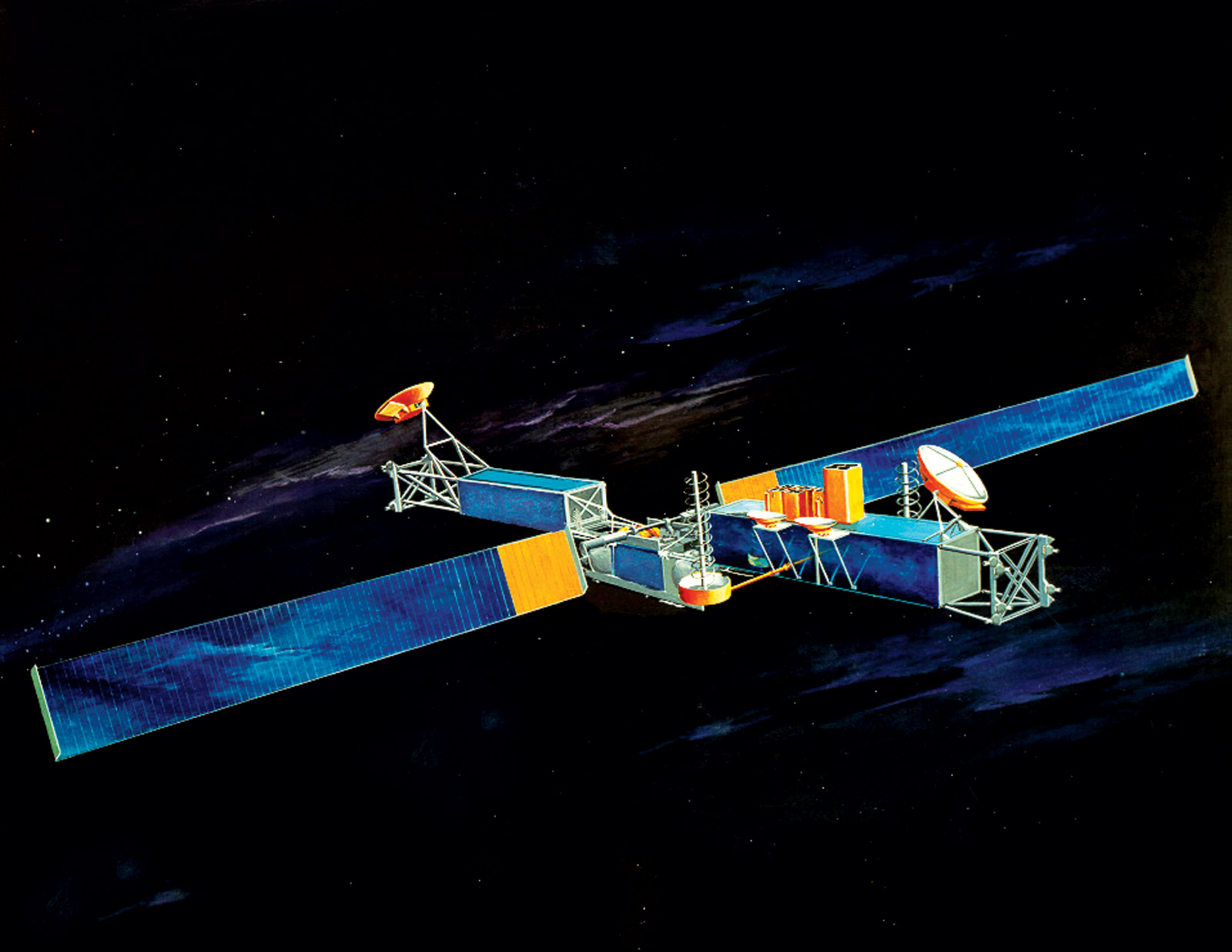
ミルスター：通信衛星

### 目的による分類
- 軍事衛星：軍事目的の衛星。今までに最も多く打ち上げられた衛星。
  - 衛星攻撃兵器/キラー衛星：敵の衛星を攻撃するための兵器。粒子ビーム兵器、エネルギー兵器、運動エネルギー兵器、核ミサイルまたは通常弾道ミサイルなどを用いて破壊する。
  - 偵察衛星/スパイ衛星：軍事目的のリモートセンシング衛星や通信衛星。運営者である政府が情報を秘匿するため、これらの完全な性能が知られることはほとんど無い。早期警戒衛星はここに分類される。
- 通信衛星：電気通信を目的とする衛星。21世紀初頭の通信衛星は一般的に対地同期軌道、モルニア軌道、低軌道を利用する。
  - 放送衛星：地上の放送局から発信された電波を各家庭のアンテナまで中継する衛星。
- 科学衛星：地球、惑星、太陽などの天体や宇宙線、電離層といった宇宙空間の科学観測を目的とする衛星。
  - 宇宙望遠鏡/天文衛星：地球以外の惑星や銀河など外宇宙の天体を観測目的とする衛星。
  - '惑星周回探査機： 火星や木星などを周回する衛星。人工衛星と呼ばれることは稀である。
- 地球観測衛星：環境モニタリングや気象学、地図学といった非軍事的な地球上の観測を目的とした人工衛星。気象衛星や、海洋観測衛星はここに分類される。地球観測システムを参照。
- 生物衛星：宇宙生物学的目的で生物をのせた衛星。科学衛星には分類されない。
- 航行衛星：地上の携帯型受信機が現在の正確な場所を判明できるように無線報時信号を送信する衛星。リアルタイムで誤差数メートルの衛星ナビゲーションシステムを可能とした。米国のGPS衛星のほか、欧州のガリレオ、ロシア連邦のGLONASS、中国の北斗衛星導航系統などがある。

### それ以外の分類
- 小型衛星：小型・軽量の人工衛星[12]。アマチュア衛星、ピギーバック衛星、CubeSatなどはほとんどがここに分類される。新しい分類法ではミニ衛星（500-100kg）、マイクロ衛星（100-10kg）、ナノ衛星（10kg以下）とさらに分けられる[13]。
- 宇宙ステーション：宇宙空間に人間が生存できるよう設計された構造物。推進・着陸装置が無いという点で他の有人宇宙船とは区別される。
- 原子力衛星：原子力を動力源とする衛星。宇宙開発初期に、米ソによって複数打ち上げられたが、2023年時点では軌道上に存在しない。ソ連のコスモス954号はカナダに落下した。
- テザー衛星：テザーと呼ばれる細いケーブルで他の衛星と繋がれた衛星。
- 衛星コンステレーション：数十から時には数千を超える多数の衛星を組み合わせた衛星システム。

### 構想
- 太陽光発電衛星：軌道上で太陽光発電を行い電力をマイクロ波などで地上に送る衛星。「宇宙太陽光発電」を参照。
- 掃除衛星：デブリを除去する目的の衛星。2020年度を目途に日本の宇宙航空研究開発機構（JAXA）が開発に乗り出した[14]。デブリに導電性のテザー（紐）を取り付けて軌道を下げ大気圏に突入させるというアイディアが提唱されている（テザー推進も参照）[15][16]。テザーの開発は漁網メーカーの日東製網が協力している[17]。名称は暫定的なものである。

## 軌道の種類

低軌道
中軌道
国際宇宙ステーションの軌道
GPS衛星
対地同期軌道

世界初の人工衛星スプートニク1号は地球周回軌道に打ち上げられた。現在、この種類の軌道が最も一般的なので、軌道名に地球を省略することが多い。地球周回軌道はさらに、高度、軌道傾斜角、軌道離心率によって分類される。

### 中心による分類
- 銀河周回軌道：銀河の中心を周回する軌道。地球の太陽は銀河系の銀河核を周回しているので、この軌道に分類される。
- 太陽周回軌道：太陽の周りを周回する軌道。太陽系では全ての惑星、準惑星、彗星、小惑星はこの軌道に属する。人工衛星がこの軌道に入ると人工惑星とも呼ばれる。
- 地球周回軌道：月のように地球の周りを周回する軌道。2006年時点で、およそ2465機の人工衛星がこの軌道に存在する。
- 月周回軌道：地球の自然衛星である月を周回する軌道。月探査機を参照。月（平均高度384,403 km、楕円-傾斜軌道）を回りながら地球も回る。
- 火星周回軌道：火星の衛星のように火星の回りを周回する軌道。

### 高度による分類
- 低軌道（LEO）：高度2,000km以下の地球周回軌道。国際宇宙ステーションなどはこの軌道に存在する。
- 中軌道（MEO）：高度2,000kmから地球同期軌道（35,786km）までの地球周回軌道。
- 高軌道（HEO）：地球同期軌道より外の地球周回軌道。

### 軌道傾斜角による分類
- 傾斜軌道：衛星の軌道傾斜角が惑星の赤道に対して傾いている軌道。
  - 極軌道：惑星の極、または極近傍の上空を通過する軌道。よって軌道傾斜角は90°近くなる。
  - 極太陽同期軌道：極軌道に近く、赤道を常に同じ現地時間で通過する軌道。影が常に同じ場所にできるので画像の撮影に便利である。
- 順行軌道：軌道傾斜角が90°以下の軌道。惑星の自転と同方向に周回する。
- 逆行軌道：軌道傾斜角が90°以上の軌道。惑星の自転方向とは逆向きに周回する。太陽同期軌道は別にして、燃料の問題で逆行軌道に投入される衛星はほとんど無い。なぜなら、地球からロケットを打ち上げる際、飛翔体は既に射場の緯度と同じ自転速度分を得ているからである。

### 離心率による分類

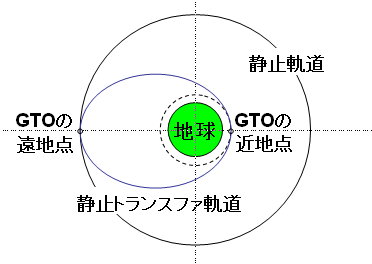
静止トランスファ軌道と静止軌道

- 円軌道：軌道離心率が0で、円の形をした軌道。
- 楕円軌道：軌道離心率が0より大きく1より小さい軌道。楕円を描く。
  - 静止トランスファ軌道：近地点が低軌道上で、遠地点が静止軌道上にある楕円軌道。
  - モルニア軌道：軌道傾斜角が63.4°で、公転周期が恒星時の半分である楕円軌道。
  - ツンドラ軌道：軌道傾斜角が63.4°で、公転周期が恒星時と同じである楕円軌道。
- 双曲線軌道：1以上の離心率を持つ軌道。宇宙速度以上の速度を持ち、天体の引力を振り切る。
- 放物線軌道：離心率が1である軌道。宇宙速度と同じ速度を持ち、地球の引力を振り切る。速度が増加すれば双曲線軌道になる。
  - 脱出軌道（英語版）（EO）：物体が宇宙速度で地球から離れていく放物線軌道。
  - 捕捉軌道（英語版）：物体が宇宙速度で地球に近づいていく放物線軌道。

### 周期性による分類

静止軌道

- 回帰軌道：1日のうちに惑星を何度か周回し、1日後の同じ時刻に元の地表面上空に戻る軌道。惑星の自転周期が衛星の公転周期の整数倍になっている。
  - 同期軌道（SO）：惑星の自転周期と衛星の公転周期が等しい軌道。地上観測者から見ると衛星はアナレンマ上を動く。
    - 地球同期軌道（GEO）：地球を周回する同期軌道。高度約 35,786 km。
      - 静止軌道（GSO）：軌道傾斜角が0°の対地同期軌道。地上の観測者からは衛星が空に固定されているように見える[18]。アーサー・C・クラークに因んでクラーク軌道とも呼ばれる。
      - 準天頂軌道 （QZO）：軌道傾斜角と離心率を調節して、赤道から離れた特定地域の上空に長時間留まるようにした同期軌道。非対称8の字軌道、縦のデンプシーロール軌道とも呼ばれる。
      - 墓場軌道：地球同期軌道の数百km上の軌道。衛星は任務終了時にここに移動する。
      - 亜同期軌道（英語版）：静止軌道・地球同期軌道のすぐ下にあるドリフト軌道。衛星は東にドリフトする。

    - 火星同期軌道（英語版）：火星を周回する同期軌道。公転周期は火星の恒星時（24.6229時間）と等しい。
      - 火星静止軌道（英語版）（ASO）：火星の赤道上、高度1700kmの火星同期軌道。地球の静止軌道に相当する。

    - 太陽周回同期軌道（英語版）：太陽を周回する同期軌道。軌道半径は0.1628AUで、水星の軌道半径の半分より少し小さい。

  - 準同期軌道 （SSO）：公転周期が惑星の自転周期の2分の1に等しい軌道。
- 準回帰軌道：1日のうちに地球を何度か周回し、その日のうちには戻らないが、定数日後に元の地表面上空に戻る軌道。
- 太陽同期軌道：人工衛星の軌道面と太陽光線との角度が常に一定の角度であるような軌道。太陽光が常に利用でき、地表に対して常に太陽光線の角度が一定なので、地球観測衛星に用いられている。

ホーマン遷移軌道（図中2）。図中1で示される軌道から3の軌道へ、またはその逆に移動する。

### 擬似軌道
- 馬蹄形軌道：地上の観測者から見ると、観測者のいる惑星の周りを周回しているように見えるが、実際には観測物体は惑星と共有軌道（英語版）となっている軌道。クルースンや2002 AA29を参照。
- エクソ軌道：軌道に到達する予定であったが、速度不足のため落下する軌道。弾道飛行の類義語。
- ホーマン遷移軌道 (LTO)：推進装置を二回使用して円軌道から他の円軌道に移る軌道。ヴァルター・ホーマンに因んで命名された。
- ハロー軌道/リサジュー軌道：ラグランジュ点の周りを回る軌道。

## 構成
人工衛星のシステムは「衛星系」と「地上支援系」により構成され、この二つの間でアップリンクとダウンリンクが行われる。衛星系は、その衛星特有のミッションを遂行するための「ミッション機器」と電力、通信、姿勢制御などの基本的な機能に必要な「バス機器」から構成される。また、地上支援系は人工衛星を追跡し、データを取得して運用・管制を行うための機器からなる。

### 衛星バス部

#### TTC系
TTCとはテレメトリ（衛星の動作状況を地上に送信）、トラッキング（軌道測定用信号の送受信）、コマンド（機器の電源のオンオフ、モード切替などの動作指令）機能のことである。しかし近年はコマンドは搭載された計算機により自動送信される場合が増えており、TTC系をC＆DH系（コマンド・データハンドリング系）と呼ぶようになっている。

#### 電源系
- 太陽電池、バッテリー、シャント装置、電力制御機からなる。太陽電池は機体の表面、または太陽電池パドルに装着される。
- かつては小型原子炉が人工衛星にも使われたことがあるが、現在はほぼ太陽電池が使用される。また太陽電池を装備せず、バッテリーのみの衛星も存在する。
- 宇宙探査機では太陽電池が使えない事があるが、その場合は原子力電池など代替の電源を用意する。

#### 姿勢制御系
人工衛星は、地球重力場のひずみ、月・太陽の引力、太陽風や希薄な空気分子など、地球の引力以外の微小な力を受け徐々に姿勢が変動する。姿勢安定には大きく分けて「スピン姿勢安定方式」と「三軸姿勢安定方式」があり、前者は構成が簡潔で、特殊な機器を必要としないため、宇宙開発の初期に多用されたが、形状が円筒形に限定され、太陽電池が円筒の表面にしか貼ることができない。後者は姿勢方向が自由に選択でき、縦型の大きな太陽電池パドルを取り付けられるなどの長所があるが、熱制御が複雑になるなどの短所もある。

#### 推進系
- 計画した軌道に衛星を投入しても、放置しておくと地球の重力異常や、太陽風による擾乱のために、徐々に軌道が変わっていく。そのため、スラスターを稼働させ、軌道制御を行う。
- 偵察衛星では、偵察のために必要な軌道変更を行うためにも使用される。
- 静止衛星では、静止トランスファー軌道から静止軌道に軌道変更するためのアポジキックモーターを搭載するが、それも推進系を構成する。
- 静止衛星が寿命を全うし、残骸が貴重な静止軌道を占有することがないよう、最後に軌道高度を上昇させるためにも使用する。周回衛星が、地球に落下するとき、安全な突入軌道にするためにも使用できる。

#### 構体系
衛星は打上げ時、分離時に大きな荷重・振動・衝撃を受ける。よって搭載機器への負担を軽減するように機体を設計する必要がある。中央円筒型、パネル支持型、トラス型などの構造があり、これらの複合により構成されることもある。材料としては強度が必要な箇所にはステンレス、チタンなどが使用される。木材の利用も検討されている。

#### 熱制御系
衛星は宇宙空間にて高温から低温の過酷な環境に晒される。また、真空である宇宙空間では輻射による廃熱しかない。そのため、搭載した機器が良好に動作するためには、動作温度に収まるよう上手く設計する必要がある。実際のハードウェアとしては、次のような手段を駆使して実現する。
- サーマルブランケット：断熱材のこと。熱の出入りを抑える。
- ヒートパイプ：熱源からの過剰な放熱をラジエータまで伝達する。
- ラジエータ：熱放射器のこと。
- ヒーター：過剰に冷却されないよう機器を暖める。

静止衛星では、夏至、冬至、春分、秋分の条件下で、太陽光の当たり具合や、地球からの輻射を考慮しながら、有限要素化した衛星の構造モデルを用いて設計解析する。

### ミッション部

#### 観測機器
ミッションを実現するための観測機器。詳細はそれぞれの人工衛星の項目を参照。

#### トランスポンダ
トランスポンダは通信・放送衛星の場合搭載される機器。地上から発射された電波を受信し、周波数変換し、大電力増幅して再び地上に送出するための送受信機。

#### アンテナ系
アンテナは電波の出入り口で、放送・通信ミッションやレーダー観測衛星で重要な役割を果たす。

## 廃棄
人工衛星の任務が終了に近づくと、衛星を現在の軌道から離脱するのか、そのままにしておくのか、墓場軌道まで動かすのかという選択肢がある。初期の人工衛星は予算的な都合によって軌道変更のための機能を持つことはほとんど無かった。たとえば、1958年に打ち上げられたヴァンガード1号は4番目に軌道に投入された衛星であるが、2009年8月時点も軌道上に存在し、最も長く軌道上に存在する衛星となっている。
現在、気象衛星をふくめ、静止軌道上の衛星は姿勢・軌道制御を行うためにスラスターを搭載している。スラスターの燃料が切れると衛星は静止軌道を保てなくなるため、寿命末期には静止軌道からさらに高度の軌道（墓場軌道）に上昇させ、停波・廃棄する。しかし、中には何らかの理由により軌道離脱ができず、スペースデブリと化す衛星もある。エアバスなどは、移動ができない古い人工衛星を捉えて落下させるサービスを検討している。
地上にコントロールしながら落下させる際には、南太平洋上にある到達不能極（ポイント・ネモ）に向けて落下させる。正常に大気圏に再突入させると燃焼して地上に激突することは無いが、燃え残った金属粒子が大気汚染の原因となるため、構造材に木材を利用する実験も行われている。
人工衛星の寿命はスラスターの燃料に大きく依存しているため、従来のヒドラジンを利用する推進器より長寿命なイオンエンジンの採用が進んでいる。また宇宙船から燃料補給や修理を行うことで寿命を延長させる計画もある。

## 軌道投入に成功した国・機関
このリストは、自国の打ち上げ機（ローンチ・ヴィークル）で人工衛星を軌道上に到達させることに成功した国のリストである。多くの国は人工衛星を設計・製造する能力を有するが、独自開発の打上げ機で人工衛星を打ち上げることができる少数の国々の機関やその民間企業のみであり、大多数の国々はこれらに打ち上げ業務を依存することになる。

## 民間団体による打ち上げ能力
- オービタル・サイエンシズはトーラスロケットを用いた打ち上げを行っている。
- 2008年9月28日、民間航空会社スペースXはファルコン1ロケットの軌道への打ち上げに成功した。これは民間が建造した液体燃料ブースターが軌道に到達した初めてのことである[27]。ロケットは長さ1.5mの模型を軌道へ打ち上げた。このRatsatと呼ばれるダミー衛星は5年から10年で大気圏で燃え尽きる[27]。そのほかにも、数は少ないがいくつかの民間会社が弾道飛行可能なロケットを開発している。
- アリアンスペースや三菱重工業などは宇宙機関から業務移管されて人工衛星の打ち上げを行っている。
- 2018年、スペースXは自社のファルコン9ロケットによるスターリンクと呼ばれる衛星コンステレーションの打ち上げを開始した。スターリンクの衛星数は2023年6月現在4600機を超えており、他の衛星全てに匹敵する数となっている。

## 国別の最初の人工衛星
| 国・機関                   | 初の 打ち上げ年   | 最初の人工衛星                     | 軌道上にある衛星数 2013年（2011年）時点 |
| -------------------------- | ----------------- | ---------------------------------- | --------------------------------------- |
| ソビエト連邦 · （ ロシア） | 1957年 （1992年） | スプートニク1号 （コスモス2175号） | 1,457 (1,446)                           |
| アメリカ                   | 1958年            | エクスプローラー1号                | 1,110 (1,112)                           |
| イギリス                   | 1962年            | アリエル1号                        | 30 (28)                                 |
| カナダ                     | 1962年            | アルエット1号                      | 34 (32)                                 |
| イタリア                   | 1964年            | サン・マルコ1号                    | 22 (18)                                 |
| フランス                   | 1965年            | アステリックス                     | 57 (49)                                 |
| オーストラリア             | 1967年            | WRESAT                             | 13 (12)                                 |
| ドイツ                     | 1969年            | アズール                           | 42 (41)                                 |
| 日本                       | 1970年            | おおすみ                           | 134 (126)                               |
| 中国                       | 1970年            | 東方紅1号                          | 140 (117)                               |
| オランダ                   | 1974年            | ANS                                | 13 (12)                                 |
| スペイン                   | 1974年            | INTASAT                            | 9 (9)                                   |
| インド                     | 1975年            | アリヤバータ                       | 54 (49)                                 |
| インドネシア               | 1976年            | パラパA1                           | 12 (11)                                 |
| チェコスロバキア           | 1978年            | マギオン1                          | 5                                       |
| 欧州宇宙機関               | 1979年            | CAT-1                              | 不明 (49)                               |
| ブルガリア                 | 1981年            | ブルガリア1300                     | 1 (1)                                   |
| サウジアラビア             | 1985年            | アラブサット1A                     | 12                                      |
| ブラジル                   | 1985年            | ブラジルサットA1                   | 13 (12)                                 |
| メキシコ                   | 1985年            | モレロス1                          | 7 (8)                                   |
| スウェーデン               | 1986年            | バイキング                         | 11 (13)                                 |
| イスラエル                 | 1988年            | オフェク1                          | 11 (10)                                 |
| ルクセンブルク             | 1988年            | アストラ1A                         | 5 (19)                                  |
| アルゼンチン               | 1990年            | ルーサット                         | 9 (9)                                   |
| 香港                       | 1990年            | AsiaSat 1                          | 9                                       |
| パキスタン                 | 1990年            | バダ-1                             | 3 (3)                                   |
| 韓国                       | 1992年            | ウリビョル1号                      | 11 (10)                                 |
| ポルトガル                 | 1993年            | ポーサット-1                       | 1 (1)                                   |
| タイ                       | 1993年            | タイコム1号                        | 7 (7)                                   |
| トルコ                     | 1994年            | トルクサット1B                     | 8 (7)                                   |
| ウクライナ                 | 1995年            | シーチ-1                           | 6                                       |
| マレーシア                 | 1996年            | ミーサット1号                      | 6                                       |
| ノルウェー                 | 1997年            | トール2号                          | 3                                       |
| フィリピン                 | 1997年            | アギラ2号 （マブハイ1号）          | 2                                       |
| エジプト                   | 1998年            | ナイルサット101号                  | 4                                       |
| チリ                       | 1998年            | ファーサット・アルファ             | 2 (1)                                   |
| シンガポール               | 1998年            | ST-1                               | 3                                       |
| 台湾                       | 1999年            | FORMOSAT-1                         | 8 (8)                                   |
| デンマーク                 | 1999年            | エルステッド                       | 4                                       |
| 南アフリカ                 | 1999年            | SUNSAT                             | 2                                       |
| アラブ首長国連邦           | 2000年            | スラーヤ1号                        | 6 (5)                                   |
| モロッコ                   | 2001年            | マロック・トゥブサット1            | 1                                       |
| アルジェリア               | 2002年            | アルサット1                        | 2                                       |
| ギリシャ                   | 2003年            | ヘラスサット2                      | 2                                       |
| ナイジェリア               | 2003年            | NigeriaSat-1                       | 4                                       |
| イラン                     | 2005年            | スィーナー1号                      | 1                                       |
| カザフスタン               | 2006年            | KazSat-1                           | 2                                       |
| コロンビア                 | 2007年            | リベルタード1                      | 1                                       |
| ベトナム                   | 2008年            | Vinasat-1                          | 1                                       |
| ベネズエラ                 | 2008年            | ヴェネサット-1                     | 1                                       |
| スイス                     | 2009年            | スイスキューブ                     | 2                                       |
| ポーランド                 | 2012年            | PW-Sat                             | 2 (1)                                   |
| ハンガリー                 | 2012年            | MaSat-1                            | 5                                       |
| ルーマニア                 | 2012年            | ゴリアテ                           | 1                                       |
| ベラルーシ                 | 2012年            | BKA (BelKA-2)                      | n/a                                     |
| 朝鮮民主主義人民共和国     | 2012年            | 光明星3号2号機                     | 1                                       |
| アゼルバイジャン           | 2013年            | アゼルスペース                     |                                         |
| ペルー                     | 2014年            | チャスキー1号                      |                                         |

カナダは人工衛星を製作した3番目の国であるが、打ち上げはアメリカの射場でアメリカのロケットにより行われた。オーストラリアは、アメリカから寄贈されたレッドストーンとアメリカのサポートチームによりWRESATを打ち上げた。イタリアはNASAの訓練を受けたイタリア人チームとともにアメリカのワロップス島からスカウトロケットを使用して打ち上げた。

### 計画中
- バングラデシュは2017年6月までに人工衛星バンガバンドを打ち上げる意向[38][39]。
- クロアチアは2013年から2014年の間に人工衛星を製作する予定[40]（※2016年7月現在追加情報未確認）。
- スリランカは通信衛星の製造と打ち上げを中国に発注[41]。

## 衛星への攻撃
21世紀初頭では、衛星は軍事組織によってプロパガンダ目的や軍事ネットワークから機密情報を盗むため、ハッキングを受けている。
低軌道上の人工衛星は地球からの弾道ミサイルによって破壊可能である。ロシア、アメリカ、中国は衛星破壊の実験を行ったことがある。2007年、中国は自国の気象衛星風雲一号Cを破壊し、2008年2月、アメリカ海軍は自国の偵察衛星USA-193を破壊させている。

## 弾道ミサイルとの相違・北朝鮮による国連安保理決議違反
弾道ミサイルと人工衛星はロケット推進体で上昇する基本構造必要技術も共通で、弾頭や予定到達地点を変えるだけで転用可能である。違いは、弾頭部分に爆弾や生物・化学兵器などを載せればミサイル、弾頭に通信衛星などを載せれば人工衛星になる。他にも弾道ミサイルは大気圏外を出た後に、大気圏再突入し、地上に落下してくるように打つが、人工衛星打ち上げロケットは大気圏外を出たまま地球周回軌道に入るように打ち上げる。
国連安全保障理事会は、2006年の国際連合安全保障理事会決議1718号で、北朝鮮による核・ミサイル開発を禁止した。そして、2009年6月(国連安保理決議第1874号)や2013年の決議(国際連合安全保障理事会決議2087)では北朝鮮に「人工衛星」と称したロケット発射も念頭に、「弾道ミサイル技術を使用したあらゆる発射」の禁止を義務付けている。2017年までの一連の安保理決議で、北朝鮮には （1） 弾道ミサイル技術使用の発射行為、核実験又はその他の挑発の禁止。 （2） 弾道ミサイル及び核関連活動の即座停止。 （3）全ての核兵器、核計画、その他のいかなる大量破壊兵器及び弾道ミサイル計画も完全な、検証可能な、かつ、不可逆な方法での放棄。、この3つが義務付けられている。国連安保理決議とは、国際法の派生法であり、国家に対する法的拘束力がある。しかし、北朝鮮は国際法違反を無視し、「人工衛星」と称し、ロケットを発射し続けている。北朝鮮はミサイル打ち上げ、自国内における核実験の双方を繰り返すことで核兵器に関する技術を高め、ノウハウを蓄積している。これらを繰り返すことで、核兵器の小型化、それを弾頭に載せられるようにし、核弾頭を載せた弾道ミサイル(核ミサイル)完成を目指している。そして、北朝鮮は2012年4月の実験前に「人工衛星」光明星3号を公開したものの、弾頭部分が人工衛星とは呼べない作りであった。
北朝鮮が「実用衛星」「地球観測衛星」として発射したものの最終的に全て空中分解となった長距離弾道ミサイルが2012年4月13日に韓国政府によって回収された。調査によって、1段目と2段目の継ぎ目付近が爆発したこと可能性が指摘された。同日に北朝鮮国会に相当する最高人民会議を平壌で開き、「永遠の総書記」「永遠の国防委員長」と定めた金正日の後継として、金正恩が存命最高位である国防委員会第1委員長に就任した。
2016年2月に北朝鮮が「人工衛星打ち上げ」として発射した長距離弾道ミサイルを海から回収した韓国政府が、残骸の分析をした。すると、本当に「人工衛星」なら必須な「フェアリング」部分に発射時衝撃音などから精密機器保護機能がなく、「衛星打ち上げ」が偽装でミサイル開発が本来の目的だからだと指摘された。米韓両軍によると、今回のミサイルは、前回2012年12月に「衛星運搬ロケット」と称して発射したのと同じ「銀河3号」であった。
2023年5月に北朝鮮は、初めて「軍事偵察衛星」と称するロケットを発射した。同年6月に11年ぶりに「軍事偵察衛星ロケット」を韓国政府が海から回収に成功している。そして、ロケットの弾頭部分の「軍事偵察衛星」には、軍事偵察衛星の役目を果たせる程の性能が無いことが判明した。北朝鮮は軍事偵察衛星の能力向上も狙っている。